# Marcus Björk
Marcus Kristian Björk, född 24 november 1997 i Umeå, är en svensk professionell ishockeyspelare som just nu spelar för Columbus Blue Jackets i NHL. Hans moderklubb är IF Björklöven.
Marcus blev den back som gjorde flest poäng i Hockeyallsvenskan säsongen 2017/2018, 34 poäng (13+21) på 52 matcher.